# Verkiezingen voor het Europees Parlement 2024/Kandidatenlijst/MDD
De kandidatenlijst voor de Europese Parlementsverkiezingen 2024 van de lijst Meer Directe Democratie (lijstnummer 14) is na controle door de Kiesraad als volgt vastgesteld:
1. Rookmaker,  D. (Dorien) (v),  Hattem - 3.712 stemmen
2. Bais,  H.  (Hester) (v),  Amersfoort - 6.113
3. van Breda,  S.W. (Simone) (v),  Amstelveen - 809
4. Bouwer,  P.M.  (Paula) (v),  Amersfoort - 265
5. Uiterloo,  A.K.  (Afryea) (v),  Brussel (BE) - 396

GROENLINKS / Partij van de Arbeid (PvdA) ·
VVD · 
CDA - Europese Volkspartij · 
Forum voor Democratie ·
D66 ·
Partij voor de Dieren ·
50PLUS ·
PVV (Partij voor de Vrijheid) ·
JA21 ·
NL PLAN EU  ·
ChristenUnie ·
Staatkundig Gereformeerde Partij (SGP) ·
BBB ·
Meer Directe Democratie ·
SP (Socialistische Partij) ·
vandeRegio ·
Volt Nederland ·
Belang Van Nederland (BVNL) ·
NSC ·
Piratenpartij - De Groenen ·